# Jelena Igorewna Morosowa

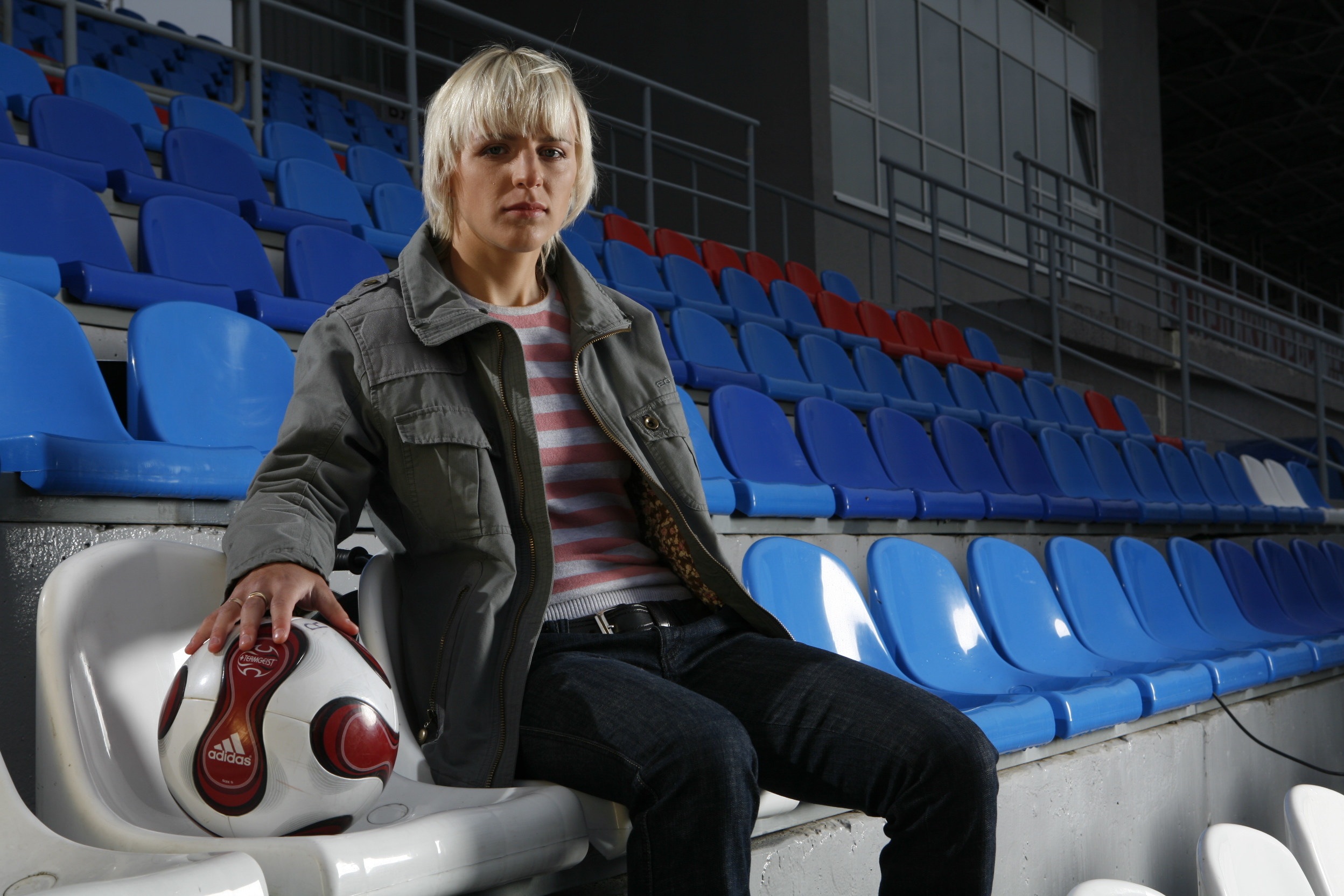
Jelena Morosowa (Mai 2008)

Jelena Igorewna Morosowa (russisch Елена Игоревна Морозова, engl. Transkription Elena Morozova; * 15. März 1987 in Iwanowo, Russische SFSR, Sowjetunion) ist eine russische Fußballspielerin. Die Stürmerin nahm mit der russischen Nationalmannschaft an den Europameisterschaften 2009 und 2013 teil.

## Sportlicher Werdegang
Morosowas erste Station im Erwachsenenbereich war ab 2002 Energija Woronesch, zwei Jahre später schloss sie sich dem FK Rossijanka an. Nach nur einer Spielzeit zog sie zu Rjasan WDW weiter, kehrte aber wiederum nach nur einer Spielzeit zum FK Rossijanka zurück. 2006 und 2010 gewann sie mit dem Klub jeweils das Double aus russischem Meistertitel und Landespokal, letzteren gewann sie zudem 2008 und 2009. 2012 wechselte sie zum FC Sorki Krasnogorsk.
Als Juniorennationalspielerin trug Morosowa bei der U-19-Europameisterschaft 2005 an der Seite von Jelena Danilowa, Xenija Zybutowitsch und Jelena Terechowa zum ersten Titelgewinn des Landesverbandes auf Jugendebene bei den Frauen bei, im Endspiel verwandelte sie beim 6:5-Erfolg über Frankreich im Elfmeterschießen ihren Strafstoß. Bereits 2004 hatte sie in der russischen A-Nationalmannschaft debütiert. Nationaltrainer Igor Schalimow berief sie in den Kader für die Europameisterschaft 2009, dort kam sie in der Gruppenphase in allen drei Spielen zum Einsatz. 2013 stand sie im Kader von Nationaltrainer Sergei Lawrentjew, auch hier bestritt sie alle drei Turnierspiele der Auswahl bis zum Ausscheiden am Ende der Gruppenphase. Bei der 1:3-Auftaktniederlage gegen Frankreich erzielte sie den Ehrentreffer.